# Хапхльнутяй
Хапхльнутяй — река в России, протекает по Нижневартовскому и Сургутскому районам Ханты-Мансийского АО. Устье реки находится в 87 км по правому берегу реки Ампута. Длина реки составляет 106 км, площадь водосборного бассейна 936 км². Высота истока — 117,7 м над уровнем моря. Высота устья — 70,4 м над уровнем моря.

## Притоки
- В 44 км от устья по левому берегу реки впадает река Кушатяха.
- В 58 км от устья по левому берегу реки впадает река Масльвынтяха.
- В 64 км от устья по левому берегу реки впадает река Нюча-Хапхльнутяй.

## Данные водного реестра
По данным государственного водного реестра России относится к Верхнеобскому бассейновому округу, водохозяйственный участок реки — Обь от впадения реки Вах до города Нефтеюганск, речной подбассейн реки — Обь ниже Ваха до впадения Иртыша. Речной бассейн реки — (Верхняя) Обь до впадения Иртыша.
Код объекта в государственном водном реестре — 13011100112115200044093.